# Wysoki-Kamień-Baude

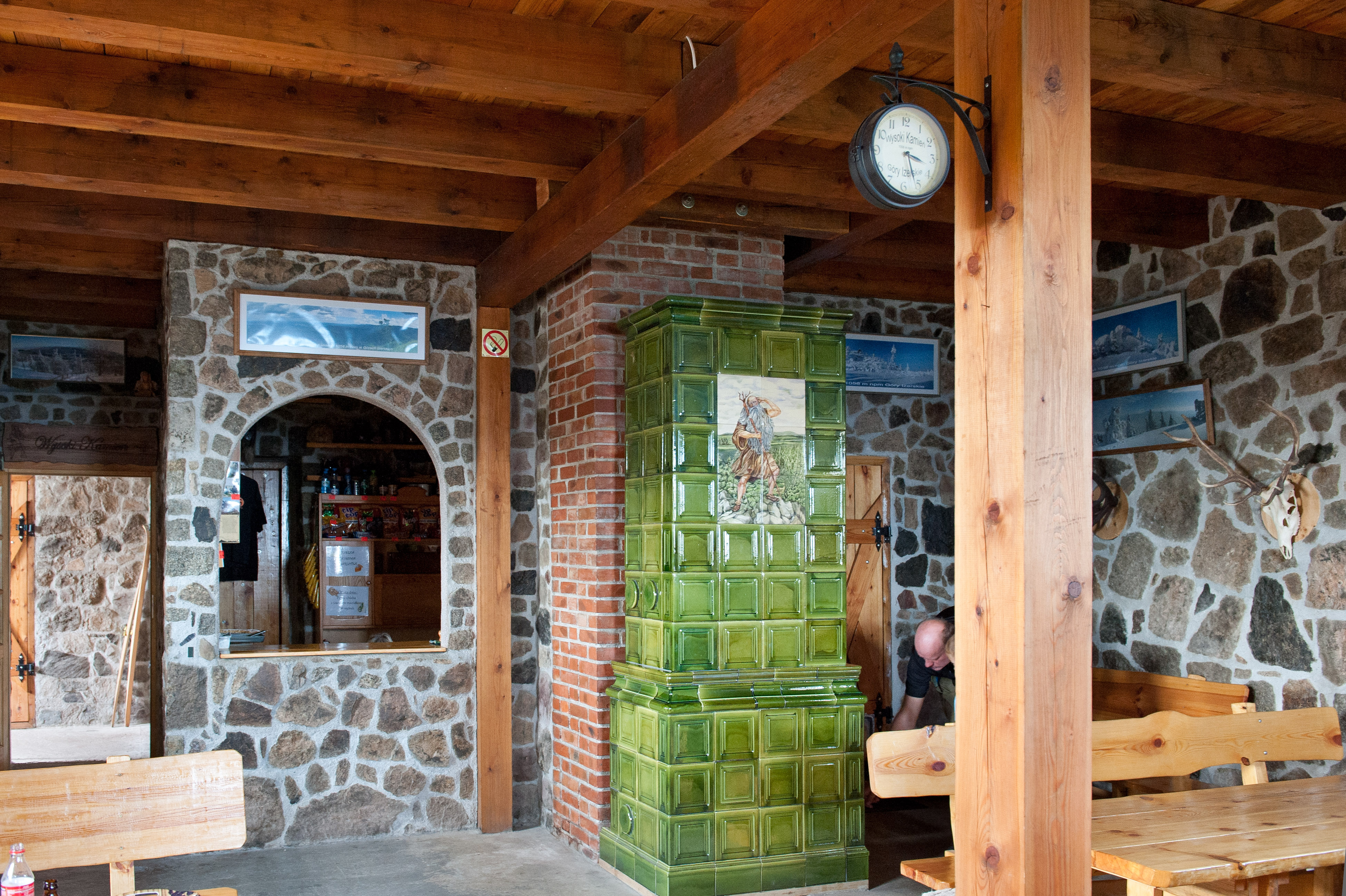
Buffet

Die Wysoki-Kamień-Baude (polnisch Schronisko Wysoki Kamień) liegt auf einer Höhe von 1050 m n.p.m. in Polen im Isergebirge, einem Gebirgszug der Sudeten, auf der Wysoki Kamień.

## Geschichte
Seit 1837 bestand die alte Hochsteinbaude, in der 1963 die letzten Übernachtungen erfolgten. Später wurde sie wegen Baufälligkeit abgerissen. Die neue Baude wurde bis 2010 errichtet. Sie wird privat betrieben. Derzeit bietet sie keine Übernachtungsmöglichkeiten an.

## Zugänge
Die Hütte ist über mehrere markierte Wanderwege von Szklarska Poręba erreichbar; der rot gekennzeichnete Sudeten-Hauptwanderweg (polnisch Główny Szlak Sudecki) führt direkt daran vorbei.

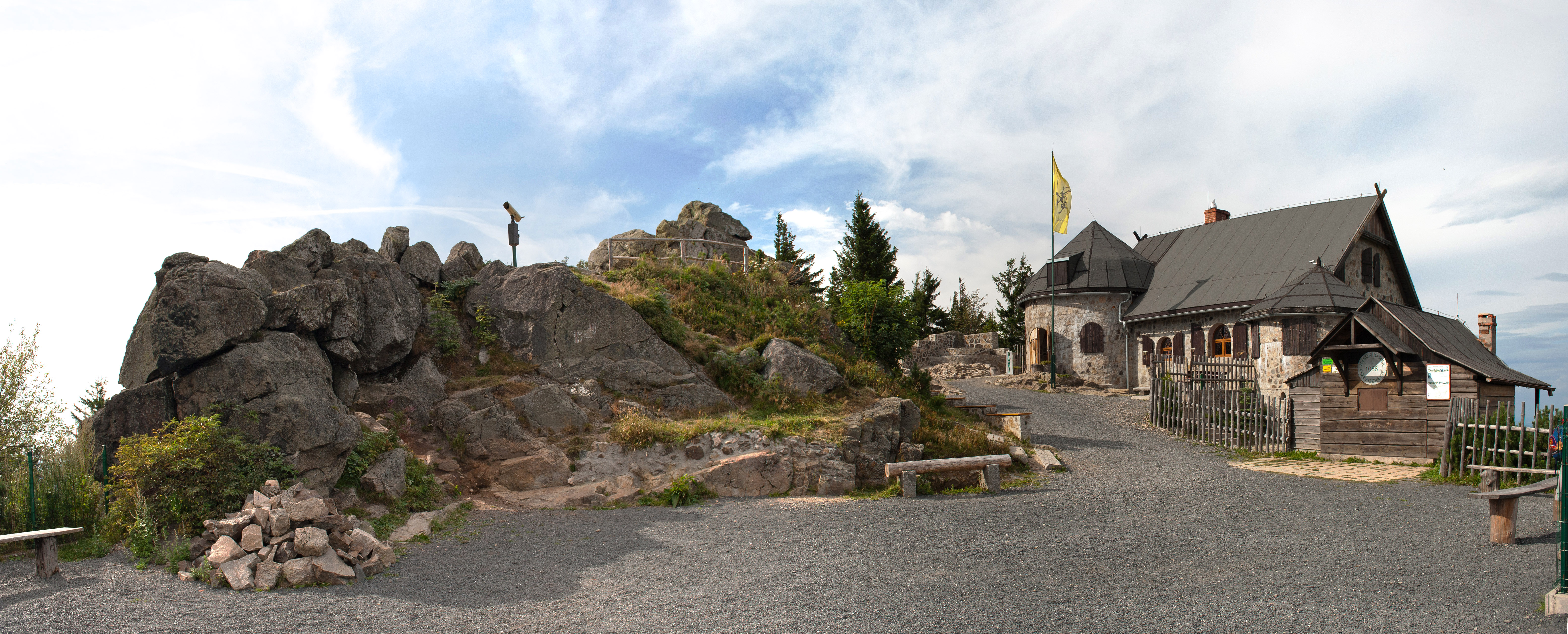
Panorama des Gipfels

## Touren

### Gipfel
- Wysoka Kopa (1126 m)